# سورین کولسا
سورین کولسا (انگلیسی: Seweryn Kulesza; ۲۳ اکتبر ۱۹۰۰ – ۱۴ مهٔ ۱۹۸۳) افسر (ارتش)، و سوارکار اهل لهستان بود.